# ماریا سادوفسکا
ماریا سادوفسکا (لهستانی: Maria Sadowska؛ زادهٔ ۲۷ ژوئن ۱۹۷۶) خواننده-ترانه‌پرداز، تهیه‌کننده موسیقی، کارگردان فیلم و فیلم‌نامه‌نویس اهل لهستان است. وی دانش‌آموختهٔ دانشگاه موسیقی شوپن و مدرسه ملی فیلم ووچ است.
از فیلم‌هایی که وی در آن‌ها نقش داشته‌است، می‌توان به دختران خریدنی اشاره نمود.